# Rund um den Bodensee

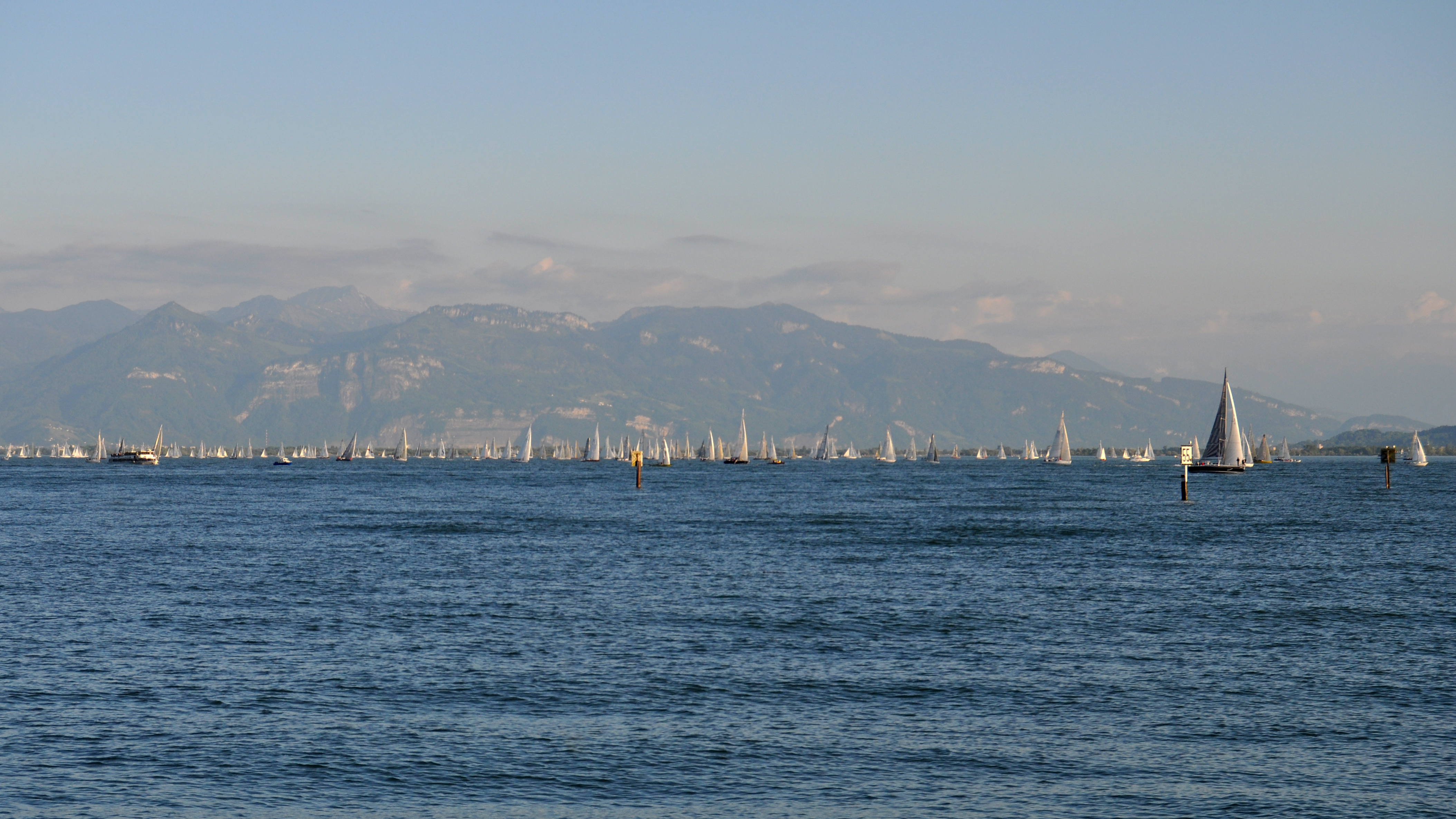
Startlinie vor Lindau mit ca. 500 Booten (Juni 2010)

Die Regatta Rund um den Bodensee, kurz RUND UM, ist eine seit 1951 jährlich veranstaltete Segelregatta für jedermann auf dem Bodensee.

## Organisation

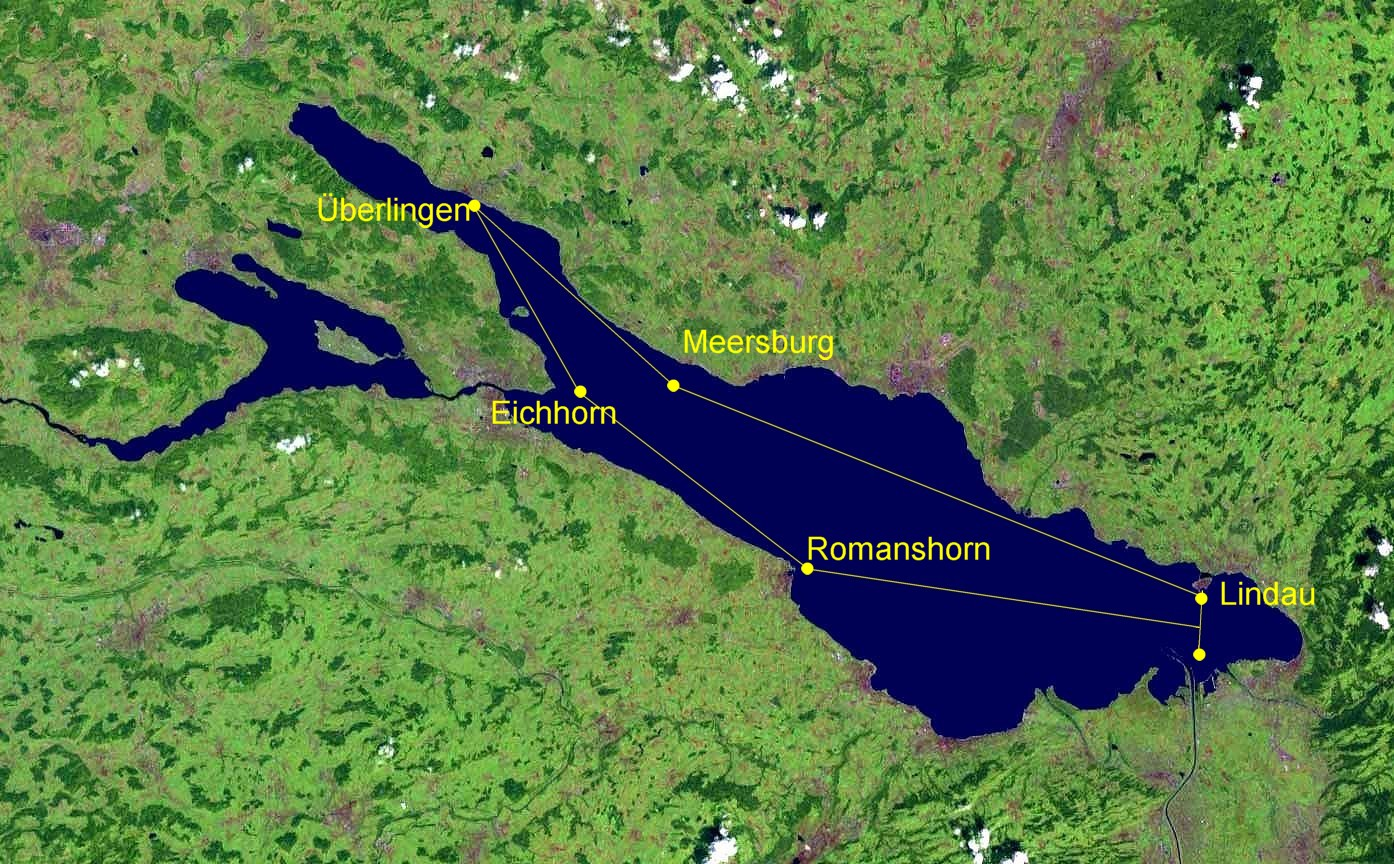
Bodensee von oben, mit Streckenverlauf

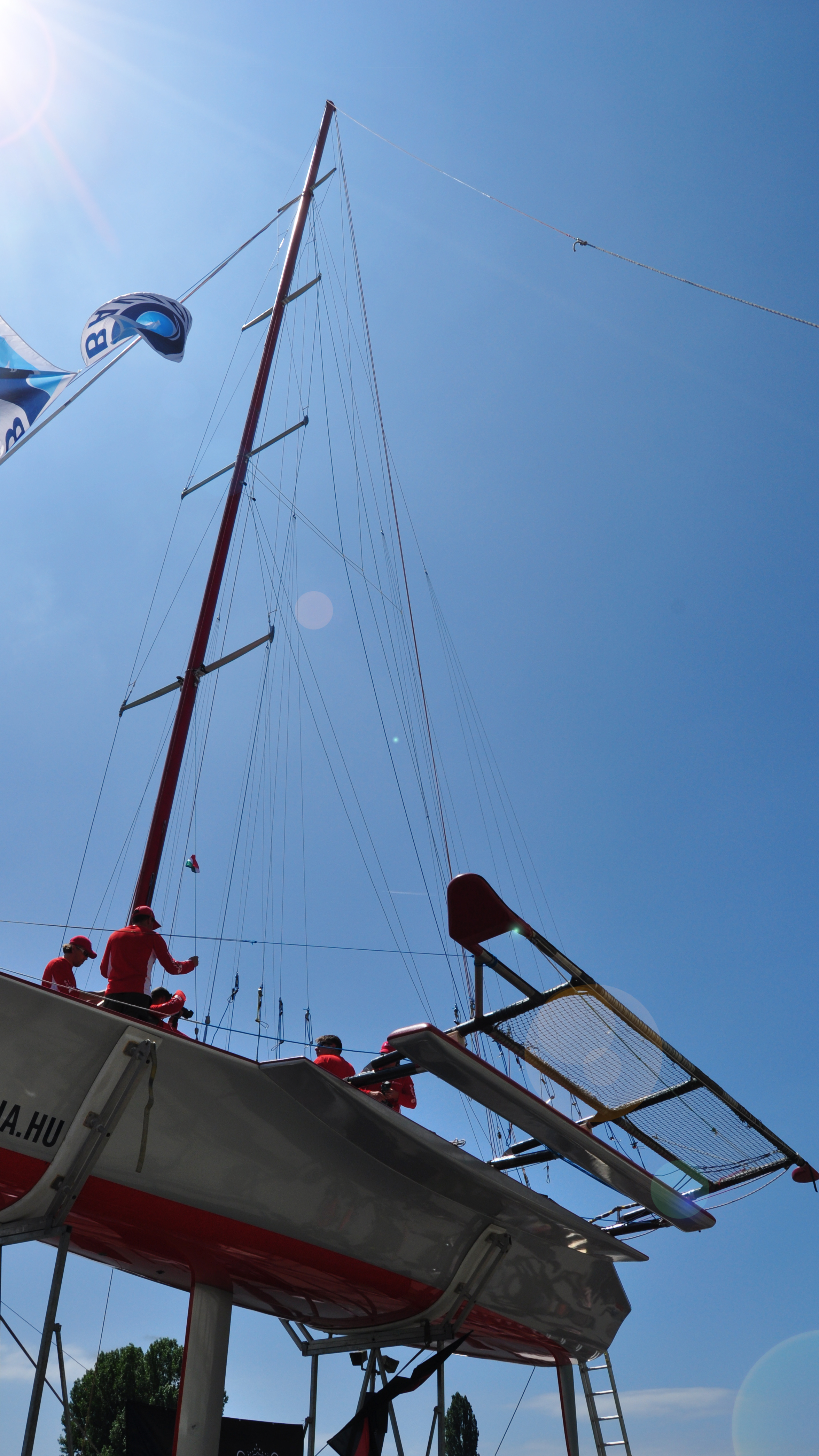
Libera wird für den Start vorbereitet (Juni 2010)

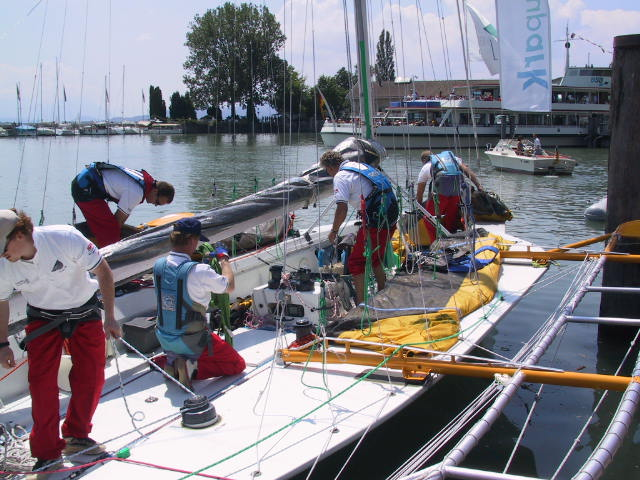
Libera im Lindauer Hafen bei den Start-Vorbereitungen auf dem späteren Siegerschiff „KNU-Go Record“ von Lukas Hummler aus Lindau (1999)

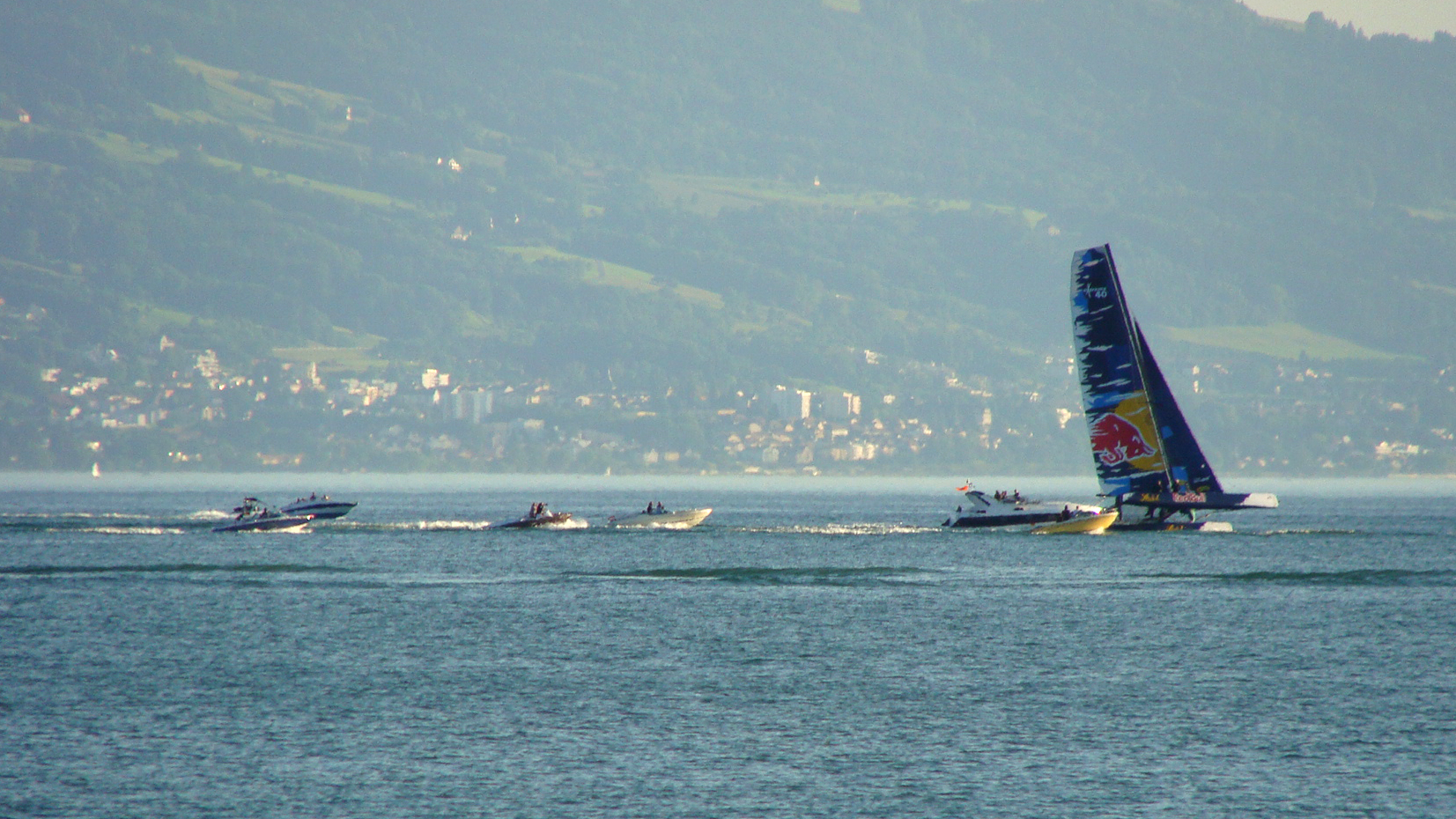
Roman Hagara mit seinem Extreme-40-Katamaran „Red Bull“ vor Wasserburg (Juni 2010)

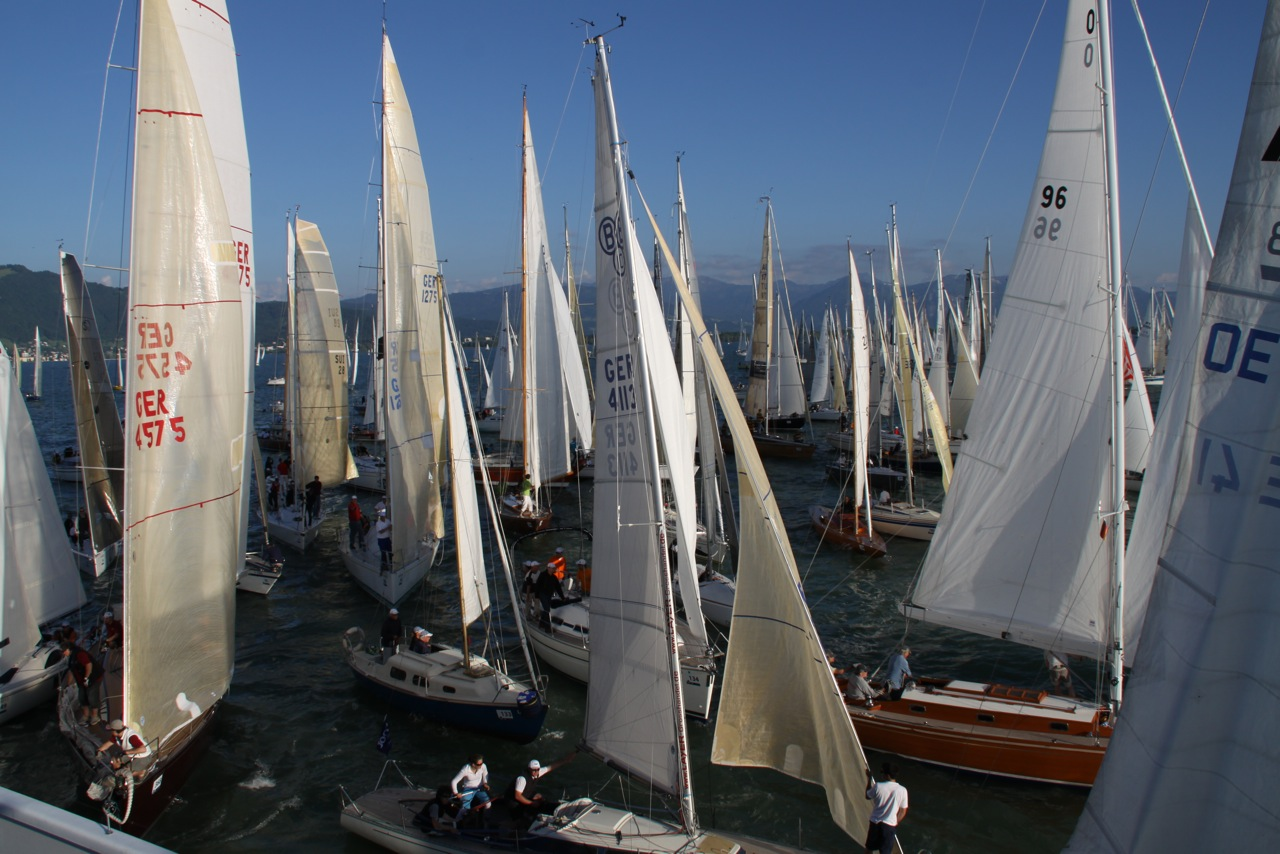
Blick von der Startplattform des Startschiffes über das Feld (2020)

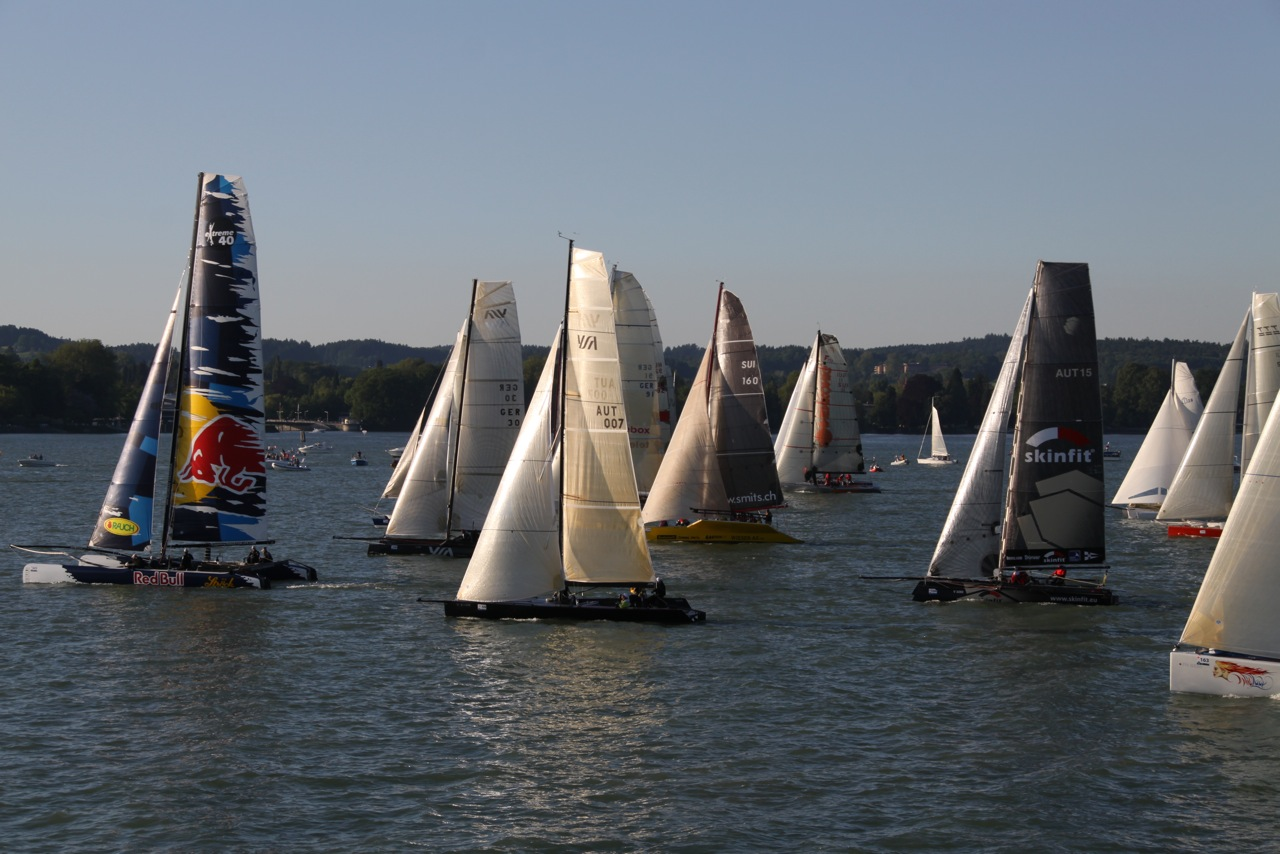
Start der „schnellen Gruppe“: vorne der Extreme-40-Katamaran „Red Bull“ von Roman Hagara, rechts Fritz Trippolt mit seinem Katamaran „Skinfit“ – davor links im Hintergrund der „Sonnenkönig“, ein Ventilo-28-Katamaran vom Segel-Sport-Club Romanshorn, die Sieger der 60. Auflage der RUND UM, 2010

Der Start erfolgt auf einer etwa 2,7 Kilometer langen Startlinie vor Lindau. Diese Linie ist an den Außenseiten durch Bojen sowie innen durch Peilstäbe auf dem Startschiff begrenzt. Die Linie selbst ist durch das Startschiff (2010: Lindau, 2015: Hohentwiel) geteilt.
Auf einem etwa 400 Meter langen Teil der Linie starten die High-Performance-Schiffe, auf dem größeren Teil die restlichen teilnehmenden Boote. Danach müssen auf der mindestens 100 Kilometer langen Strecke für den sogenannten „Großen Kurs“ die Bahnmarken vor Romanshorn, Eichhorn vor Konstanz, Überlingen und Meersburg passiert werden. Beim „Kleinen Kurs“ entfällt die Marke in Überlingen. Das Ziel ist erneut vor Lindau.

## Geschichte
Seit 1951 wird die RUND UM vom Lindauer Segler-Club (LSC) ausgerichtet. Anfangs war es noch eine Tag-Regatta, doch schon nach den ersten zwei Jahren wurde sie in die Nacht verlegt. Zum einen hat es durch die Thermik am Bodensee in der Nacht oft mehr Wind und zum anderen stellt es an Material und Mannschaft andere Anforderungen.
1984 konnte das letzte Mal eines der alten, klassischen Schiffe den Sieg nach Hause tragen – dann begannen Boote der Klasse „Libera“, am Wettbewerb teilzunehmen. Im Jahr 2007 wurden auch Mehrrumpfboote (mit mindestens 7,50 Meter Länge) und Boote mit beweglichem Ballast und/oder beweglichem Kiel (sogenannte NT-Boote) zugelassen und 2008 nahmen zwei America’s Cupper bei dieser Regatta teil. Seit auch Mehrrumpfboot (Katamarane) starten dürfen, ist der Kampf um den Sieg wieder interessanter geworden, da die Libera-Klasse dadurch Konkurrenz bekam.
Die RUND UM ist heute mit rund 250 bis 500 teilnehmenden Segelyachten die größte Segelsportveranstaltung am Bodensee. 2010 wurde die 60. Austragung der RUND UM gefeiert. Es konnten in diesem Jahr aufgrund der Schwachwindverhältnisse nur 31 der 409 gemeldeten Boote innerhalb von 24 Stunden die Ziellinie erreichen.
Bei der 68. Austragung 2018 waren 312 Boote in verschiedenen Klassen für den Start gemeldet und 2019 waren dies 317.
Die ursprünglich für den 11. bis 14. Juni 2020 geplante 70. Austragung wurde Anfang April im Rahmen der Ausbreitung des Coronavirus abgesagt.
2023 wurde die RUND UM am 9. Juni gestartet und der für den YCB Yacht Club Bregenz startende Fritz Trippolt stellte bei seinem fünften Sieg mit 3:44:40 Stunden einen neuen Streckenrekord für den rund 100 Kilometer langen Rundkurs auf.
2025 wurde die RUND UM am 20. Juni mit etwa 260 Booten in drei Startgruppen ab 16:00 Uhr zum 74. Mal gestartet, das schnellste Schiff, der Katamaran All You Need mit Skipper Moritz Kleindienst brauchte 3:38:33 Stunden und verbesserte den Streckenrekord der 100 km Lindau-Konstanz-Lindau um etwa sechs Minuten.
Für Boote in den Klassen der Liberas und Mehrrumpfboote ist die RUND UM heute keine wirkliche Nachtregatta mehr, denn die Schnellsten schaffen in den letzten Jahren mit verbesserter Technik die Umrundung des Sees noch vor dem Einbruch der Nacht.

## Wertung und Klassen
Die Wettfahrt wird nach den Wettfahrtregeln/Segeln der International Sailing Federation (ISAF) gesegelt. Allerdings erfolgt gegenüber der in den Wettfahrtregeln aufgeführten Standard-Startprozedur das Ankündigungssignal laut Segelanweisung zehn Minuten vor dem Start. Ferner wird grundsätzlich die „Black Flag“ verwendet.
Die Teilnehmer haben 24 Stunden Zeit, um das Ziel zu erreichen. Es wird jährlich festgelegt, ob die Strecke im Uhrzeigersinn oder entgegengesetzt gesegelt wird. In dieser Langstreckenregatta wird das Blaue Band des Bodensees ausgesegelt. Teilnahmeberechtigt sind alle Kielboote mit mindestens drei Personen Besatzung.
Die Wertung des Kleinen Blauen Bandes vom Bodensee erfolgt auf dem „Kleinen Kurs“, bei dem auf die Bahnmarke Überlingen verzichtet wird. Dieser gilt für Boote der Klassen Yardstick-V und -VI, H-Boote, Shark 24, Varianta und Nordische Folkeboote. Weitere Klassen werden nach Absprache zwischen Wettfahrtleitung und Klassenvereinigung bestimmt.

### Gruppe 1 („konventionelle Schiffe“)
- Einheitsklassen, Konstruktionsklassen, außer Jollen, Jollenkreuzer und offene 2-Mann Kielboote.
- ORC-Club I – IV
- Yardstick I – VI, Einteilung nach Bodenseeyardsticktabelle
- Unvermessene Yachten

### Gruppe 2 („High-Tech-Renner“)
- Trapezyachten
- Libera
- Mehrrumpfboote (MB) mit über 7,5 Meter Länge
- Boote mit beweglichem Ballast und/oder beweglichem Kiel (NT-Boote) (WR Regel 51)

(Mindestlänge der Einrumpfboote 6,5 Meter)

## Siegerliste

### Blaues Band
für das schnellste Boot des Großen Kurses nach gesegelter Zeit (Regattabahn Großer Kurs: Lindau – Meersburg – Überlingen – Romanshorn – Lindau)
Die beiden Skipper Joschi Entner und Helmut Vetter konnten sich jeweils bereits achtmal das Blaue Band sichern.
| N ° | Datum/Jahr | Bootsname                      | Skipper                    | Zeit (Stunden) | Club                                   | Klasse                       | Kommentar                       |
| --- | ---------- | ------------------------------ | -------------------------- | -------------- | -------------------------------------- | ---------------------------- | ------------------------------- |
| 1   | 1951       | Bayern                         | W. Kinkelin                | 14:38:58       | LSC Lindauer Segler-Club               |                              |                                 |
| 2   | 1952       | Bodan                          | BYC Überlingen             | 06:21:30       | BYCÜ Bodensee-Yachtclub Überlingen     |                              | abgekürzter Kurs                |
| 3   | 1953       | Audifax                        | K. Panizza -1-             | 22:20:00       | LSC Lindauer Segler-Club               |                              |                                 |
| 4   | 1954       | Föhn                           | F. Rebholz -1-             | 25:20:53       | KYC Konstanzer Yacht Club e.V.         |                              |                                 |
| 5   | 1955       | Skagerrak                      | H. Bauer -1-               | 16:05:30       | KYC Konstanzer Yacht Club e.V.         |                              |                                 |
| 6   | 1956       | Skagerrak                      | H. Bauer -2-               | 18:25:40       | KYC Konstanzer Yacht Club e.V.         |                              |                                 |
| 7   | 1957       | Benny                          | H. Behr -1-                | 11:23:15       | YCM Yachtclub Meersburg                |                              |                                 |
| 8   | 1958       | Benny                          | H. Behr -2-                | 11:14:49       | YCM Yachtclub Meersburg                |                              |                                 |
| 9   | 1959       | Skagerrak                      | H. Bauer -3-               | 16:30:44       | KYC Konstanzer Yacht Club e.V.         |                              |                                 |
| 10  | 1960       | Föhn                           | F. Rebholz -2-             | 25:07:56       | KYC Konstanzer Yacht Club e.V.         |                              |                                 |
| 11  | 1961       | Skagerrak                      | H. Bauer -4-               | 22:57:45       | KYC Konstanzer Yacht Club e.V.         |                              |                                 |
| 12  | 1962       | Föhn                           | F. Rebholz -3-             | 22:42:30       | KYC Konstanzer Yacht Club e.V.         |                              |                                 |
| 13  | 1963       | Benny                          | H. Behr -3-                | 12:59:00       | YCM Yachtclub Meersburg                |                              |                                 |
| 14  | 1964       | Argo                           | Helmut Vetter -1-          | 15:43:08       | YCM Yachtclub Meersburg                |                              |                                 |
| 15  | 1965       | Audifax                        | K. Panizza -2-             | 22:49:47       | LSC Lindauer Segler-Club               |                              |                                 |
| 16  | 1966       | Argo                           | Helmut Vetter -2-          | 17:35:54       | LSC Lindauer Segler-Club               |                              |                                 |
| 17  | 1967       | Argo                           | Helmut Vetter -3-          | 08:46:28       | LSC Lindauer Segler-Club               |                              |                                 |
| 18  | 1968       | Argo                           | Helmut Vetter -4-          | 21:08:54       | LSC Lindauer Segler-Club               |                              |                                 |
| 19  | 1969       | Argo                           | Helmut Vetter -5-          | 09:03:00       | LSC Lindauer Segler-Club               |                              |                                 |
| 20  | 1970       | Bayern                         | R. Niemann                 | 17:10:38       | LSC Lindauer Segler-Club               |                              |                                 |
| 21  | 1971       | Shamrock II                    | W. Oderbolz                | 06:21:50       | SSCRo Segel-Sport-Club Romanshorn      |                              | abgekürzter Kurs                |
| 22  | 1972       | Benny                          | H. Bülow -1-               | 09:45:58       | YCL Yacht Club Langenargen e.V.        |                              |                                 |
| 23  | 1973       | Benny                          | H. Bülow -2-               | 06:44:34       | YCL Yacht Club Langenargen e.V.        |                              | Rekord bis 1999                 |
| 24  | 1974       | Argo                           | Helmut Vetter -6-          | 13:50:00       | LSC Lindauer Segler-Club               |                              |                                 |
| 25  | 1975       | Rasmus II                      | E. Rohner                  | 21:11:00       | SGYC                                   |                              |                                 |
| 26  | 1976       | Argo                           | Helmut Vetter -7-          | 17:58:00       | LSC Lindauer Segler-Club               |                              |                                 |
| 27  | 1977       | Benny                          | H. Bülow -3-               | 21:18:13       | YCL Yacht Club Langenargen e.V.        |                              |                                 |
| 28  | 1978       | Benny                          | Menz-Bülow                 | 17:10:54       | YCL Yacht Club Langenargen e.V.        |                              |                                 |
| 29  | 1979       | Gustav Ganz                    | J. Höss                    | 07:10:07       | YCaT Yacht Club am Tegernsee           | Libera                       |                                 |
| 30  | 1980       | Amigo Nuovo                    | G. Schütz                  | 15:29:02       | YCW                                    | Libera                       |                                 |
| 31  | 1981       | Amerikan Express               | E. Wagner                  | 10:19:18       | DTYC Deutscher Touring Yacht-Club e.V. |                              |                                 |
| 32  | 1982       | Albatros                       | C. de Marchi -1-           | 15:01:16       | YC Genf                                |                              |                                 |
| 33  | 1983       | Albatros                       | C. de Marchi -2-           | 09:24:58       | YC Genf                                |                              |                                 |
| 34  | 1984       | Argo                           | Helmut Vetter -8-          | 09:37:32       | YCL Yacht Club Langenargen e.V.        |                              |                                 |
| 35  | 1985       | Shogun                         | H. Haller                  | 10:56:17       | YCU Chiemsee                           |                              |                                 |
| 36  | 1986       | Garfield                       | V. Hoesch                  | 06:56:57       | YCR Chiemsee                           |                              |                                 |
| 37  | 1987       | Pommeship                      | P. Munz                    | 18:43:25       | YCK Yacht Club Kreuzlingen             |                              |                                 |
| 38  | 1988       | Gnezl 3                        | C. Wiedemann und E. Diesch | 07:05:24       | LSC Lindauer Segler-Club / WYC         |                              |                                 |
| 39  | 1989       | Simsalabim                     | E. Steeg                   | 07:22:20       | Wie.YC                                 |                              |                                 |
| 40  | 1990       | Cazal                          | A. Salcher -1-             | 06:56:24       | LYCC Chiemsee                          |                              |                                 |
| 41  | 1991       | Principessa 5                  | Joschi Entner -1-          | 11:50:05       | WVF Chiemsee                           | Libera                       |                                 |
| 42  | 1992       | René Lezard                    | A. Salcher -2-             | 07:45:47       | LYCC Chiemsee                          | Libera                       |                                 |
| 43  | 1993       | René Lezard                    | A. Salcher -3-             | 07:23:59       | LYCC Chiemsee                          | Libera                       |                                 |
| 44  | 1994       | René Lezard                    | A. Salcher -4-             | 09:39:25       | LYCC Chiemsee                          | Libera                       |                                 |
| 45  | 1995       | René Lezard                    | A. Salcher -5-             | 10:30:17       | LYCC Chiemsee                          | Libera                       |                                 |
| 46  | 1996       | Telebox-Speedy                 | G. Müller                  | 08:20:24       | YCSS                                   |                              |                                 |
| 47  | 1997       | DSI-Carondimonio               | Willi Sauter               | 14:52:02       | ESC Echinger Segel-Club e.V.           |                              | abgekürzte Bahn                 |
| 48  | 1998       | Principessa 5                  | Joschi Entner -2-          | 07:19:44       | WVF Chiemsee                           | Libera                       |                                 |
| 49  | 1999       | KNU-Go Record                  | Lukas Hummler              | 05:36:20       | LSC Lindauer Segler-Club               | Libera                       | nach 26 Jahren Rekord gebrochen |
| 50  | 2000       | Principessa                    | Joschi Entner -3-          | 05:04:03       | WVF Chiemsee                           | Libera                       | neuer Rekord Einrumpfschiff     |
| 51  | 2001       | Principessa                    | Joschi Entner -4-          | 09:52:19       | WVF Chiemsee                           | Libera                       |                                 |
| 52  | 2002       | Principessa                    | Joschi Entner -5-          | 15:08:29       | WVF Chiemsee                           | Libera                       |                                 |
| 53  | 2003       | Principessa                    | Joschi Entner -6-          | 07:08:58       | WVF Chiemsee                           | Libera                       | abgekürzter Kurs                |
| 54  | 2004       | Die BTV                        | Fritz Trippolt -1-         | 10:29:44       | YCB Yacht Club Bregenz                 |                              |                                 |
| 55  | 2005       | Principessa                    | Joschi Entner -7-          | 07:47:19       | WVF Chiemsee                           | Libera                       |                                 |
| 56  | 2006       | Principessa                    | Joschi Entner -8-          | 04:58:55       | WVF Chiemsee                           | Libera                       |                                 |
| 57  | 2007       | da capo                        | Werner Hemmeter            | 12:31:05       | LSC Lindauer Segler-Club               |                              | Typ Psaros 40                   |
| 58  | 2008       | Holmatro                       | Jonny Hutchcroft           | 04:41:37       | JCM                                    | Mehrrumpfschiff              | Rekord Mehrrumpfschiff          |
| 59  | 2009       | Raffica                        | Zsolt Kiraly               | 12:02:41       | RVSE                                   | Libera                       |                                 |
| 60  | 2010       | Sonnenkönig                    | Stefan Stäheli -1-         | 09:20:49       | SSC Romanshorn                         | Mehrrumpfschiff (Ventilo-28) |                                 |
| 61  | 2011       | Holy Smoke                     | Albert Schiess             | 06:41          | YCA Yacht Club Arbon                   | Mehrrumpfschiff              |                                 |
| 62  | 2012       | Sonnenkönig                    | Stefan Stäheli -2-         | 07:29:24       | SSC Romanshorn                         | Mehrrumpfschiff (Ventilo-28) |                                 |
| 63  | 2013       | Black Jack                     | Ralf Schatz -1-            | 05:07          | LSC Lindauer Segler-Club               | Mehrrumpfschiff              |                                 |
| 64  | 2014       | Sonnenkönig                    | Stefan Stäheli -3-         | 04:55:52       | SSC Romanshorn                         | Mehrrumpfschiff (Ventilo-28) |                                 |
| 65  | 2015       | M2-Team.com                    | Veit Hemmeter              | 07:41:41       | YCStH Yacht Club St. Heinrich          | Mehrrumpfschiff              |                                 |
| 66  | 2016       | Orange Utan                    | Ralf Schatz -2-            | 06:06:03       | LSC Lindauer Segler-Club               | Mehrrumpfschiff              |                                 |
| 67  | 2017       | Skinfit                        | Fritz Trippolt -2-         | 06:22          | YCB Yacht Club Bregenz                 | Mehrrumpfschiff              |                                 |
| 68  | 2018       | Green Horny                    | Sammy Smits                | 06:57:02       | YCA Yacht Club Arbon                   | Mehrrumpfschiff              |                                 |
| 69  | 2019       | Skinfit                        | Fritz Trippolt -3-         |                | YCB Yacht Club Bregenz                 | Mehrrumpfschiff              |                                 |
| 70  | 2020       |                                |                            |                |                                        |                              |                                 |
| 70  | 2021       | Orange Utan                    | Ralf Schatz -3-            |                | LSC Lindauer Segler-Club               | Mehrrumpfschiff              |                                 |
| 71  | 2022       | Skinfit                        | Fritz Trippolt -4-         | 14:03:53       | YCB Yacht Club Bregenz                 | Mehrrumpfschiff              |                                 |
| 72  | 2023       | Skinfit                        | Fritz Trippolt -5-         | 03:44:40       | YCB Yacht Club Bregenz                 | Mehrrumpfschiff              |                                 |
| 73  | 2024       | All you need (frühere Skinfit) | Gloria Caroline Mang       | 03:53:28       | Sail-Lollipop Regatta Verein e.V.      | Mehrrumpfschiff              | Mitsegler Fritz Trippolt        |
| 74  | 2025       | All you need (frühere Skinfit) | Moritz Kleindienst         | 03:38:33       | LSC Lindauer Segler-Club               | Mehrrumpfschiff              |                                 |

### Kleines Blaues Band
für das schnellste Boot des Kleinen Kurses nach gesegelter Zeit (Regattabahn Kleiner Kurs: Lindau – Meersburg – Romanshorn – Lindau)
| Jahr | Bootsname                | Skipper                  | Dauer                     | Club                                   | Klasse                   |
| ---- | ------------------------ | ------------------------ | ------------------------- | -------------------------------------- | ------------------------ |
| 1969 | Alibaba                  | W. Gretter               | 09:11:05                  | BYCÜ Bodensee-Yachtclub Überlingen     |                          |
| 1970 | Gankerl                  | H. Albrecht -1-          | 13:46:03                  | LSC Lindauer Segler-Club               |                          |
| 1971 | Gankerl                  | H. Albrecht -2-          | 05:53:15 abgekürzter Kurs | LSC Lindauer Segler-Club               |                          |
| 1972 | Gankerl                  | H. Albrecht -3-          | 10:39:03                  | LSC Lindauer Segler-Club               |                          |
| 1973 | Sagitta                  | M. Steidle-Sailer        | 7:41:30                   | BYCÜ Bodensee-Yachtclub Überlingen     |                          |
| 1974 | Skylla                   | J. Seitz                 | 14:27:24                  | YCW                                    |                          |
| 1975 | Blasimir                 | K. Etter -1-             | 18:39:05                  | YCRh                                   |                          |
| 1976 | Reida                    | J. Raggenbaas            | 19:44:00                  | KSV                                    |                          |
| 1977 | Old Jonny                | F. Badmann               | 23:38:37                  | LSC Lindauer Segler-Club               |                          |
| 1978 | Pago-Pago                | H. Weber                 | 16:37:28                  | YCL Yacht Club Langenargen e.V.        |                          |
| 1979 | The Goodies              | E. Strenger              | 08:31:39                  | YCWB                                   |                          |
| 1980 | Lydia                    | P. Baumann -1-           | 14:37:50                  | YLB                                    |                          |
| 1981 | Blasimir                 | K. Etter -2-             | 11:52:32                  | YCRo                                   |                          |
| 1982 | Lydia                    | P. Baumann -2-           | 15:13:35                  | YLB                                    |                          |
| 1983 | Kaurina                  | W. Schibalsky            | 07:45:12                  | SVB                                    |                          |
| 1984 | Lydia                    | P. Baumann -3-           | 08:49:07                  | YLB                                    |                          |
| 1985 | Lydia                    | P. Baumann -4-           | 11:44:53                  | YLB                                    |                          |
| 1986 | Lydia                    | P. Baumann -5-           | 07:30:36                  | YLB                                    |                          |
| 1987 | Surlej Express           | P. Baumann -6-           | 13:00:33                  | YLB                                    |                          |
| 1988 | Lydia                    | P. Baumann -7-           | 08:04:00                  | YLB                                    |                          |
| 1989 | Apropos                  | E. Moegen -1-            | 07:59:53                  | CKA Club der Kreuzer-Abteilung         |                          |
| 1990 | Apropos                  | E. Moegen -2-            | 08:34:30                  | CKA Club der Kreuzer-Abteilung         |                          |
| 1991 | Giftzwerg                | H. Birkmaier             | 12:09:49                  | SMCF                                   |                          |
| 1996 | Maralunga                | H. Migas -1-             | 14:42:08                  | KS                                     |                          |
| 1997 | Maralunga                | H. Migas -2-             | 22:42:01                  | KS                                     |                          |
| 1999 | Mondaida                 | B. Hausenblas            | 09:21:19                  | YCB                                    |                          |
| 2000 | Der Plumern              | F. Tröger                | 08:00:37                  | BYCÜ Bodensee-Yachtclub Überlingen     |                          |
| 2001 | Jumper                   | S. Gröger -1-            | 14:13:37                  | SMCÜ                                   |                          |
| 2003 | Brumm-Bär                | J. Wehler                | 11:59:36 abgekürzter Kurs | JSR                                    |                          |
| 2004 | Chaos                    | B. Kraus                 | 13:26:36                  | SCBF                                   |                          |
| 2005 | Jumper                   | S. Gröger -2-            | 14:45:27                  | SMCÜ                                   |                          |
| 2006 | Maralunga                | H. Migas -3-             | 12:46:27                  | KS                                     |                          |
| 2007 | Pico                     | K. E. Mai                | 18:00:44                  | YCL Yacht Club Langenargen e.V.        |                          |
| 2008 | Fairplay                 | Mike Rösch               | 06:22:06                  | YCIR Yachtclub Insel Reichenau         |                          |
| 2009 | Chaos                    | Bernhard Kraus           | 18:38:57                  | SCBF Segelclub Brunnen Forggensee e.V. |                          |
| 2010 | Aqua Vivens              | Franz Schwarz            | 21:21:19                  | SC Breitbrunn Chiemsee                 | Gib Sea 26               |
| 2018 | erotica                  | Martin Schneider -1-     | 10:10:03                  | YCWW Yachtclub Wetterwinkel Gaißau     | Due 94                   |
| 2019 | Al Pacri                 | Enrico Müller            | 11:02:57                  | WSCL                                   |                          |
| 2020 | wegen Corona ausgefallen | wegen Corona ausgefallen | wegen Corona ausgefallen  | wegen Corona ausgefallen               | wegen Corona ausgefallen |
| 2021 | nicht vergeben           | nicht vergeben           | nicht vergeben            | nicht vergeben                         | nicht vergeben           |
| 2022 | erotica                  | Martin Schneider -2-     | 10:29:12                  | YCWW Yachtclub Wetterwinkel Gaißau     | Due 94                   |
| 2023 | Fortune                  | Harry Bücher             | 06:47:17                  | YCM Meersburg                          |                          |
| 2024 | Smilla                   | Niklas Sieweke           | 07:14:24                  | WYC Württembergischer Yacht Club FN    |                          |

### Blauer Pokal
für das schnellste Boot der Startgruppe 1 (Großer Kurs) nach gesegelter Zeit
| Jahr | Bootsname                | Skipper                  | Dauer                    | Club                                              | Klasse                   |
| ---- | ------------------------ | ------------------------ | ------------------------ | ------------------------------------------------- | ------------------------ |
| 2007 | da capo                  | Werner Hemmeter          | 12:31:05                 | LSC Lindauer Segler-Club                          |                          |
| 2008 | High Q1                  | H. J. Nagel              | 08:06:55                 | TORC                                              |                          |
| 2009 | Ballyhoo                 | A. Künzli                | 14:53:39                 | YCK Yacht Club Kreuzlingen                        |                          |
| 2010 | Tintenfass               | Roel van Merkesteyn      | ?                        | YCL Yacht Club Langenargen e.V.                   |                          |
| 2011 | Ballyhoo                 | Andreas Künzli           | 07:40:34                 | YCK Yacht Club Kreuzlingen                        |                          |
| 2012 | Sonnenkönig              | Hannes Waimer            | 09:42:54                 | DOSC Dubai Offshore Sailing Club                  |                          |
| 2013 | Sonnenkönig              | Daniel Scheerer          | 08:09:15                 | MYCÜ Motor Yacht Club Überlingersee e. V.         |                          |
| 2014 | Vermeer                  | Michael Pieper           | 07:10:13                 | DSMC Deutsch-Schweizerischer Motorboot-Club e. V. |                          |
| 2015 | Ballyhoo                 | Andreas Künzli           | 08:28:20                 | YCK Yacht Club Kreuzlingen                        | abgekürzter Kurs         |
| 2016 | Sonnenkönig              | Beno Seger               | 09:20:16                 | SSCR Segelsportclub Rursee e. V.                  |                          |
| 2017 | Shooting Star            | Dieter Kurz              | 09:25:52                 | YCL Yacht-Club Lister am Biggesee e. V.           |                          |
| 2018 | Vermeer                  | Andreas Schmidt          | 10:50:58                 | DSMC Deutsch-Schweizerischer Motorboot-Club e. V. |                          |
| 2019 | Misia                    | Franco Barletta          | 11:05:28                 | YCA Yacht Club Austria                            |                          |
| 2020 | wegen Corona ausgefallen | wegen Corona ausgefallen | wegen Corona ausgefallen | wegen Corona ausgefallen                          | wegen Corona ausgefallen |
| 2021 | nicht vergeben           | nicht vergeben           | nicht vergeben           | nicht vergeben                                    | nicht vergeben           |